# Fampoux
Fampoux ist eine französische Gemeinde mit 1.243 Einwohnern (Stand: 1. Januar 2022) im Département Pas-de-Calais in der Region Hauts-de-France. Sie gehört zum Arrondissement Arras und zum Kanton Arras-3. 

## Geographie
Die Gemeinde Fampoux liegt fünf Kilometer östlich des Stadtzentrums von Arras an der kanalisierten Scarpe. Umgeben wird Fampoux von den Nachbargemeinden Gavrelle im Norden und Nordosten, Rœux im Osten, Pelves im Südosten, Monchy-le-Preux im Süden, Feuchy im Südwesten und Westen sowie Athies im Westen und Nordwesten.

## Bevölkerungsentwicklung
| Jahr                       | 1962 | 1968 | 1975 | 1982 | 1990 | 1999 | 2006 | 2013 | 2022 |
| -------------------------- | ---- | ---- | ---- | ---- | ---- | ---- | ---- | ---- | ---- |
| Einwohner                  | 946  | 946  | 1199 | 1123 | 1016 | 1071 | 1086 | 1151 | 1243 |
| Quellen: Cassini und INSEE |      |      |      |      |      |      |      |      |      |

## Sehenswürdigkeiten
- Kirche Saint-Vaast, nach dem Ersten Weltkrieg neu errichtet
- Kapelle Sacré-Coeur
- Alte Brauerei
- fünf britische Soldatenfriedhöfe
- Reste der alten Burg

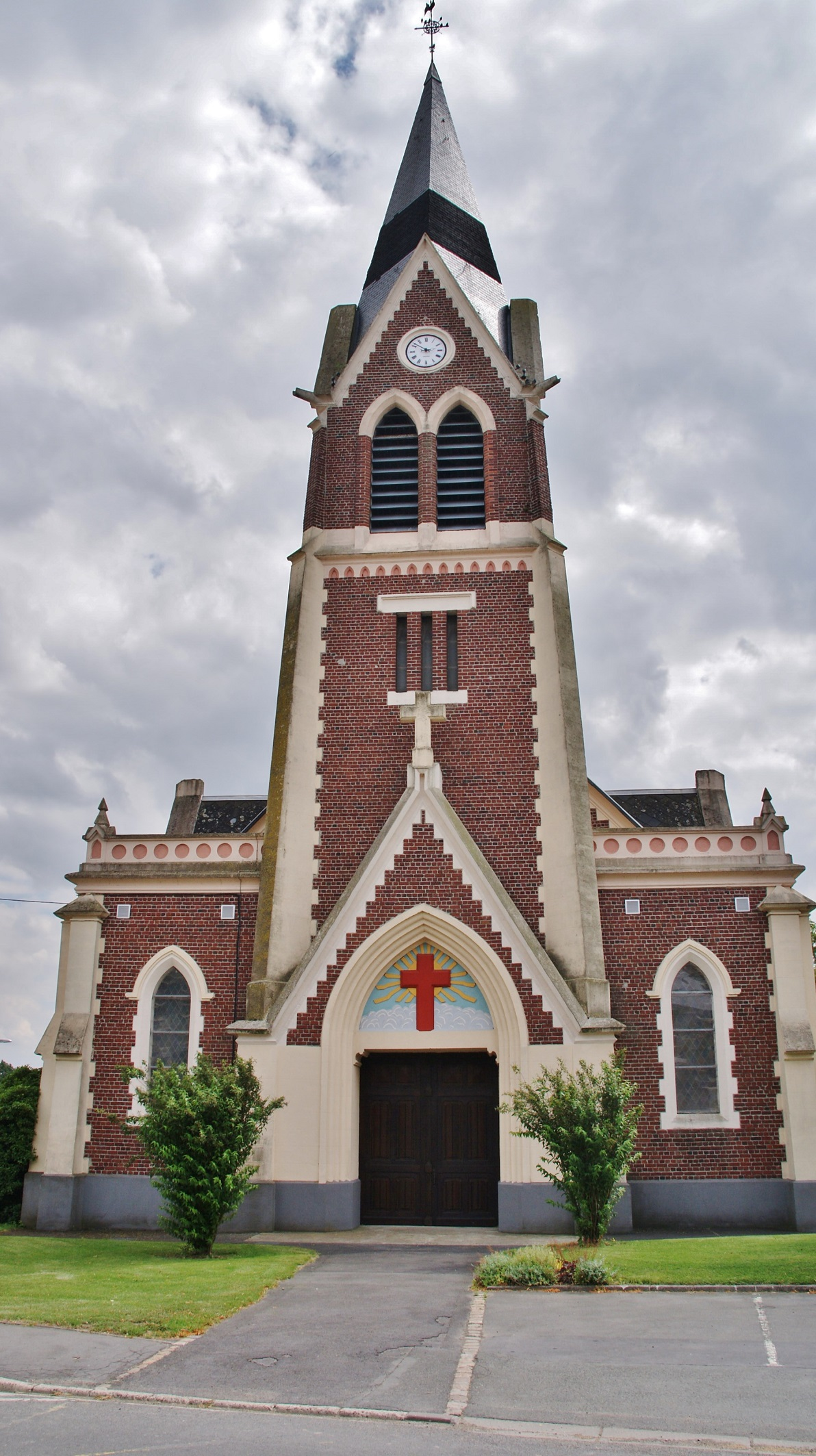
Kirche Saint-Vaast
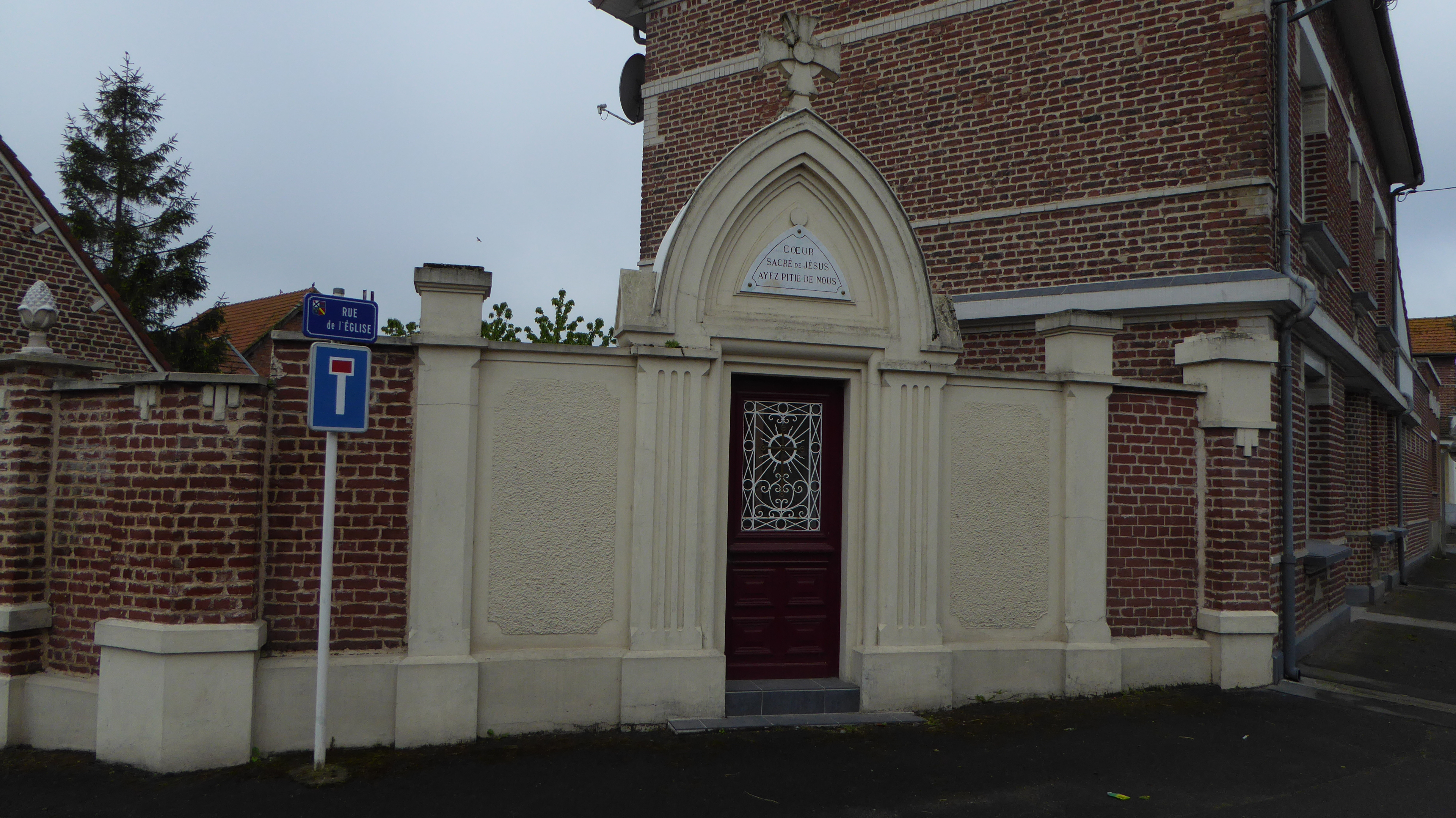
Kapelle Sacré-Coeur
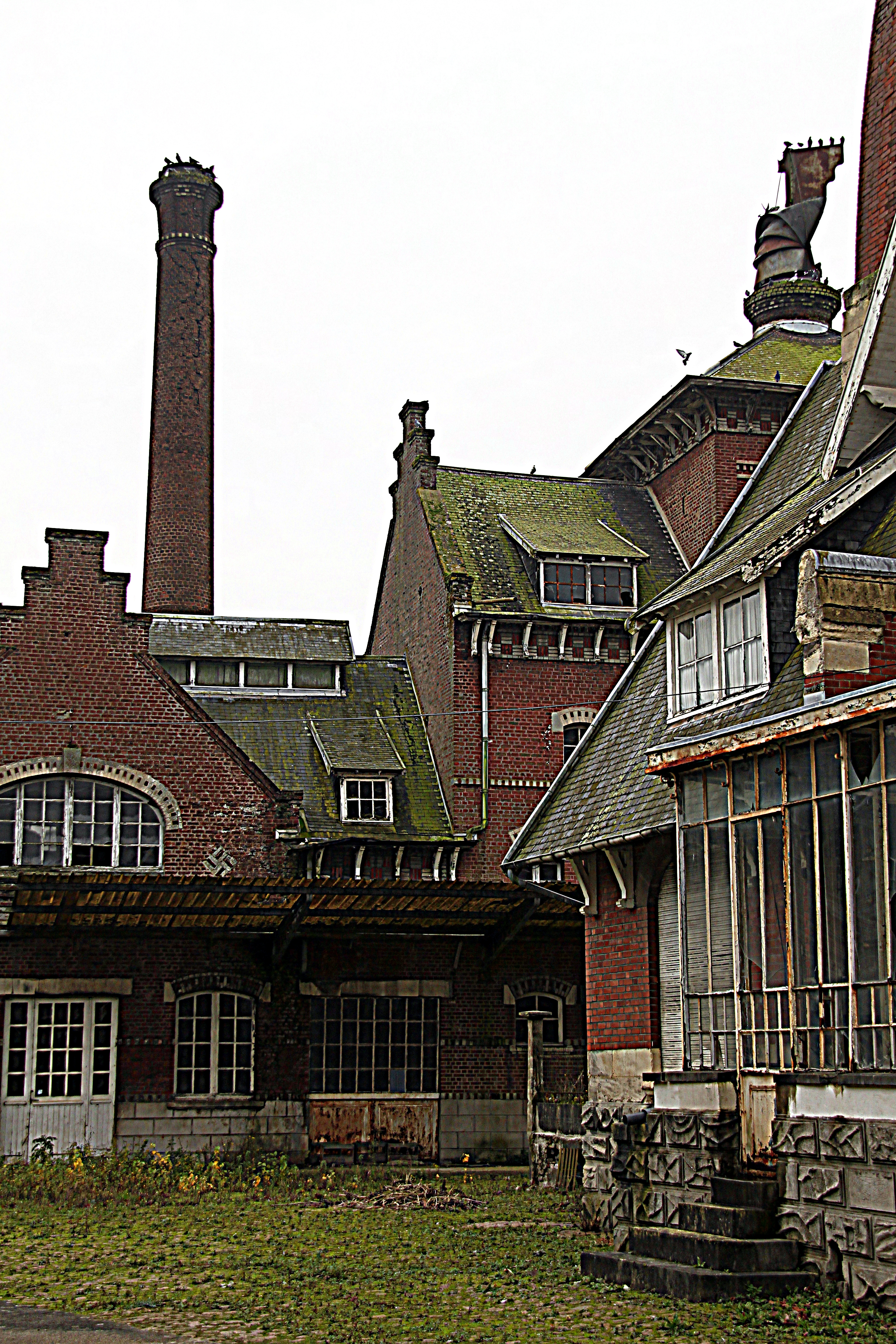
Ehemalige Brauerei
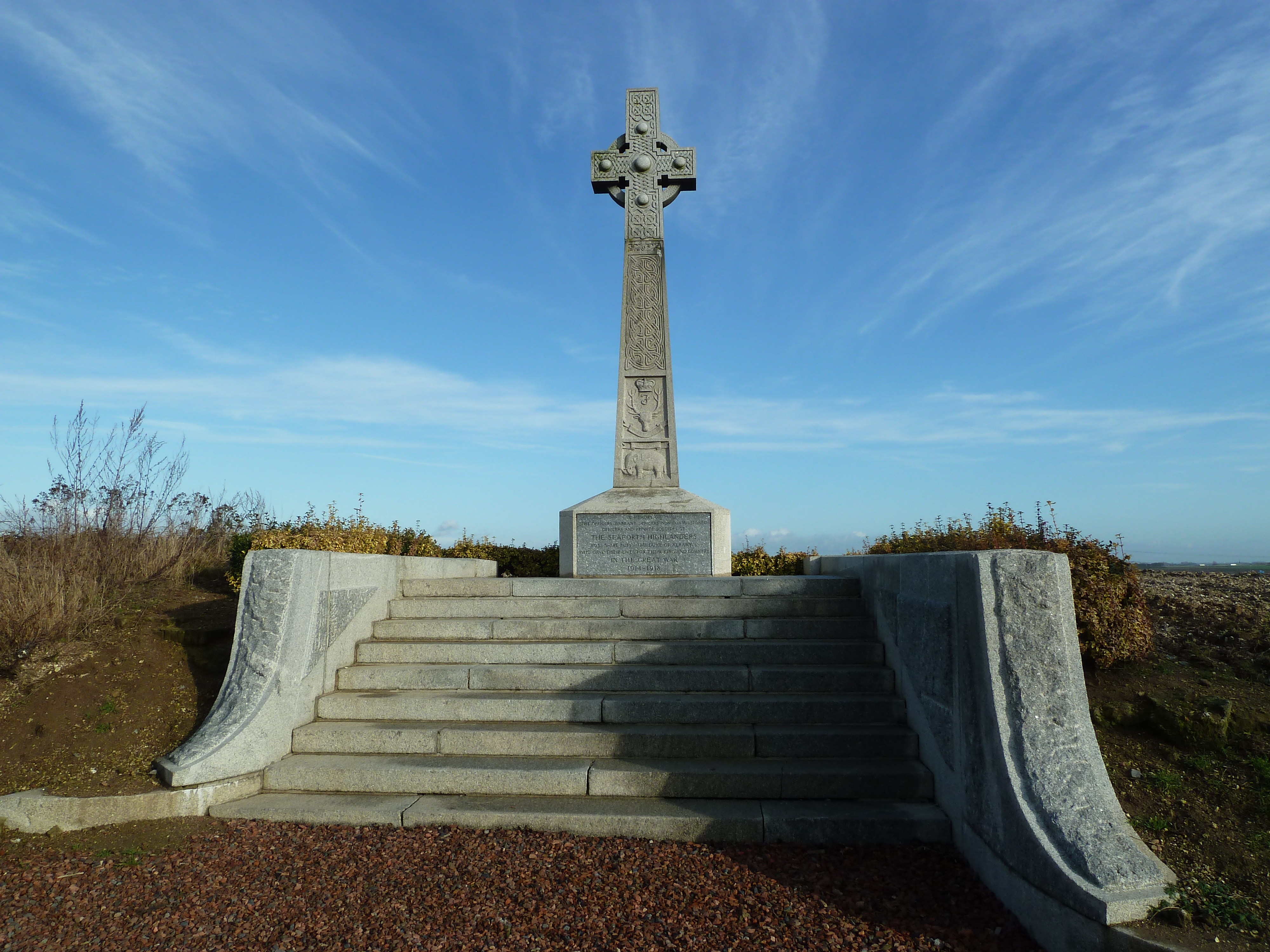
Seaforth Highlanders Memorial at Sunken Road
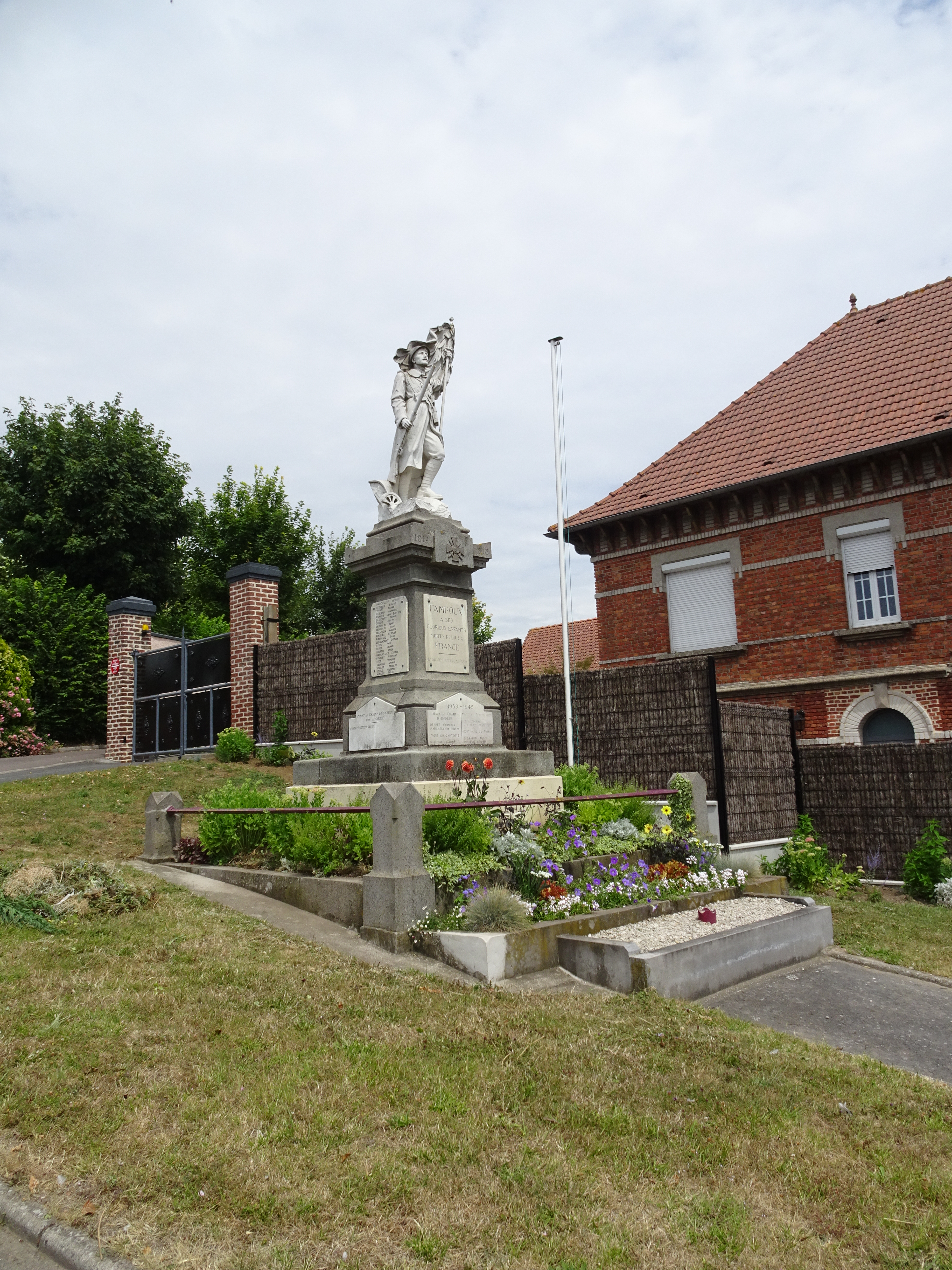
Gefallenendenkmal

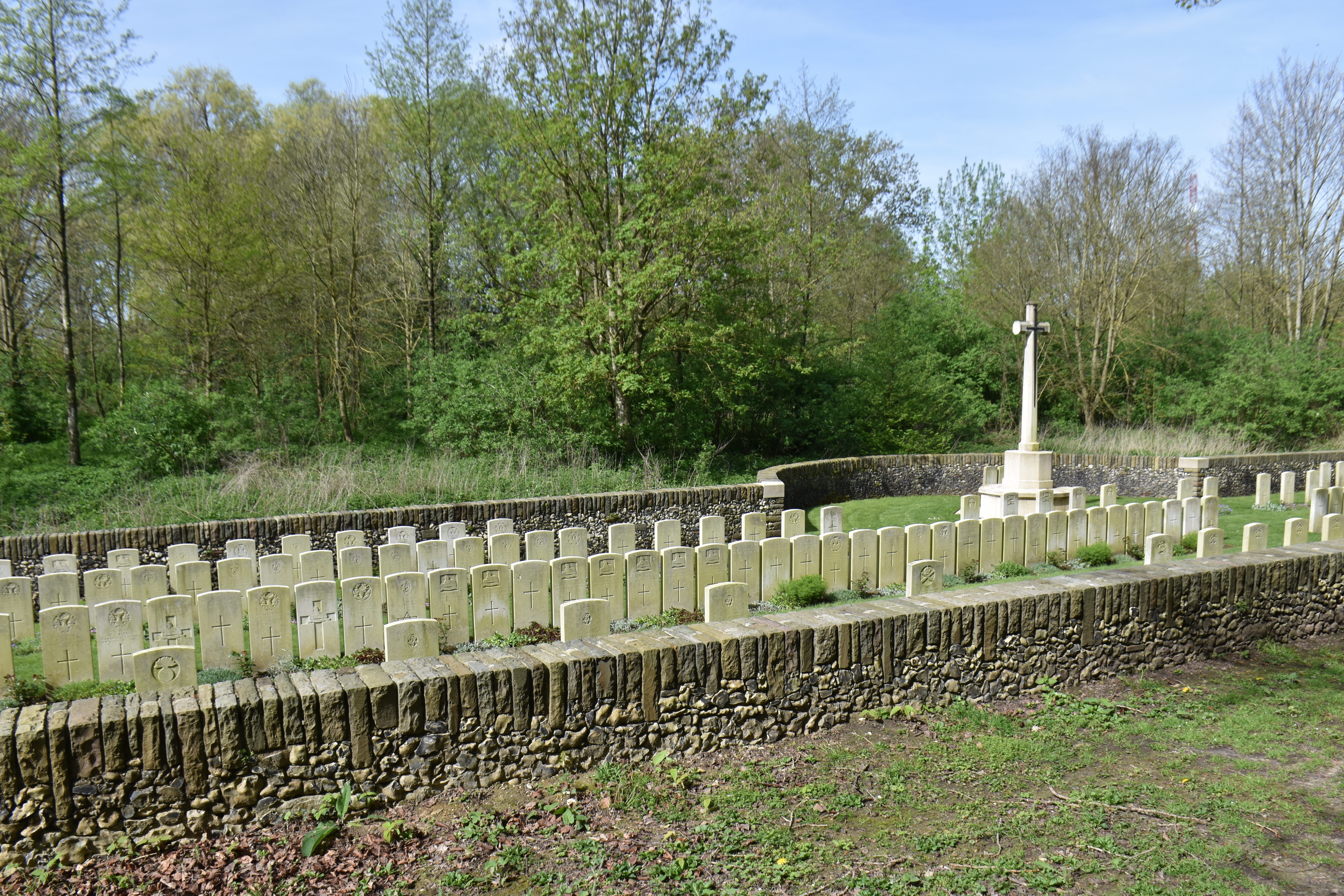
Crump Trench British Cemetery
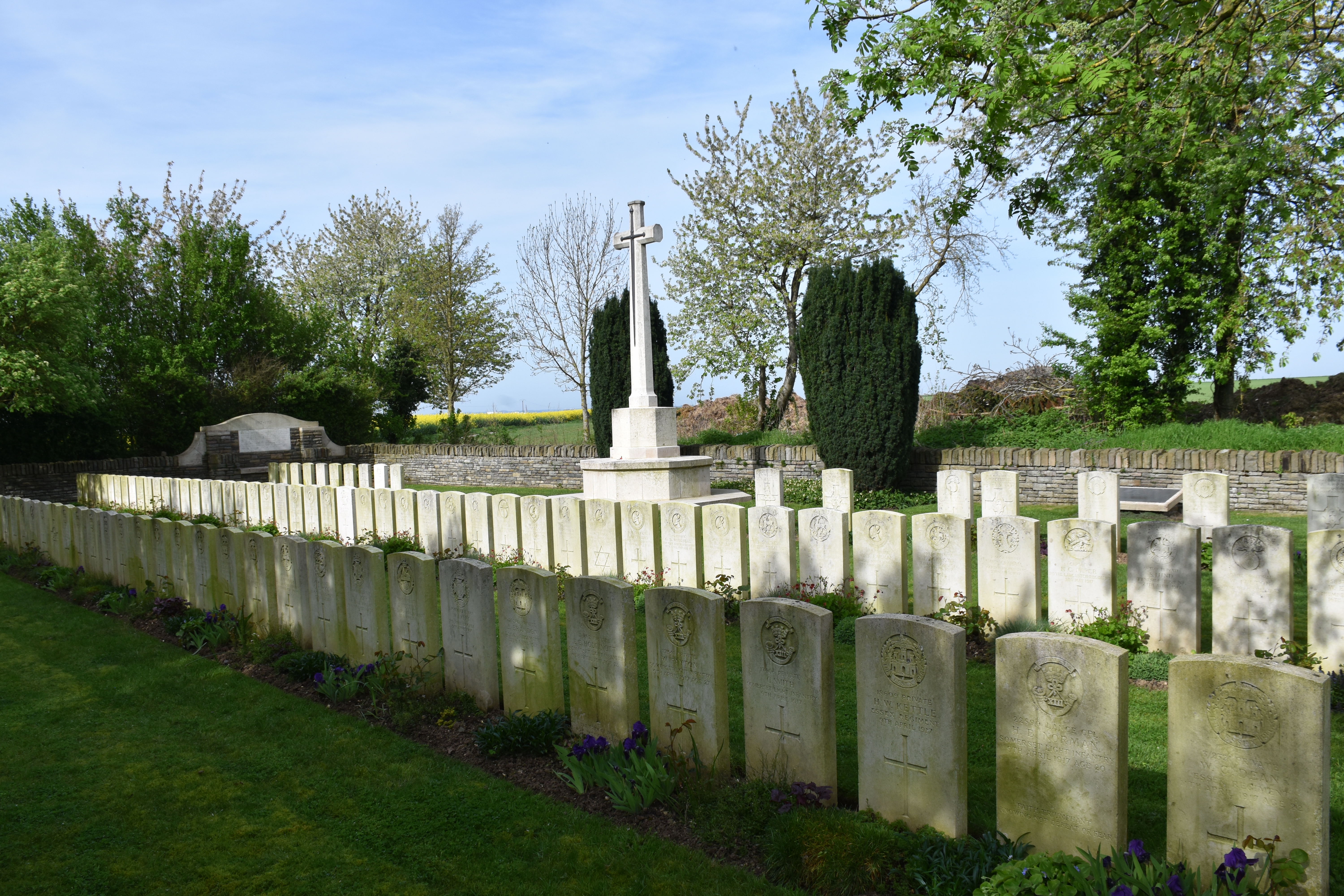
Fampoux British Cemetery
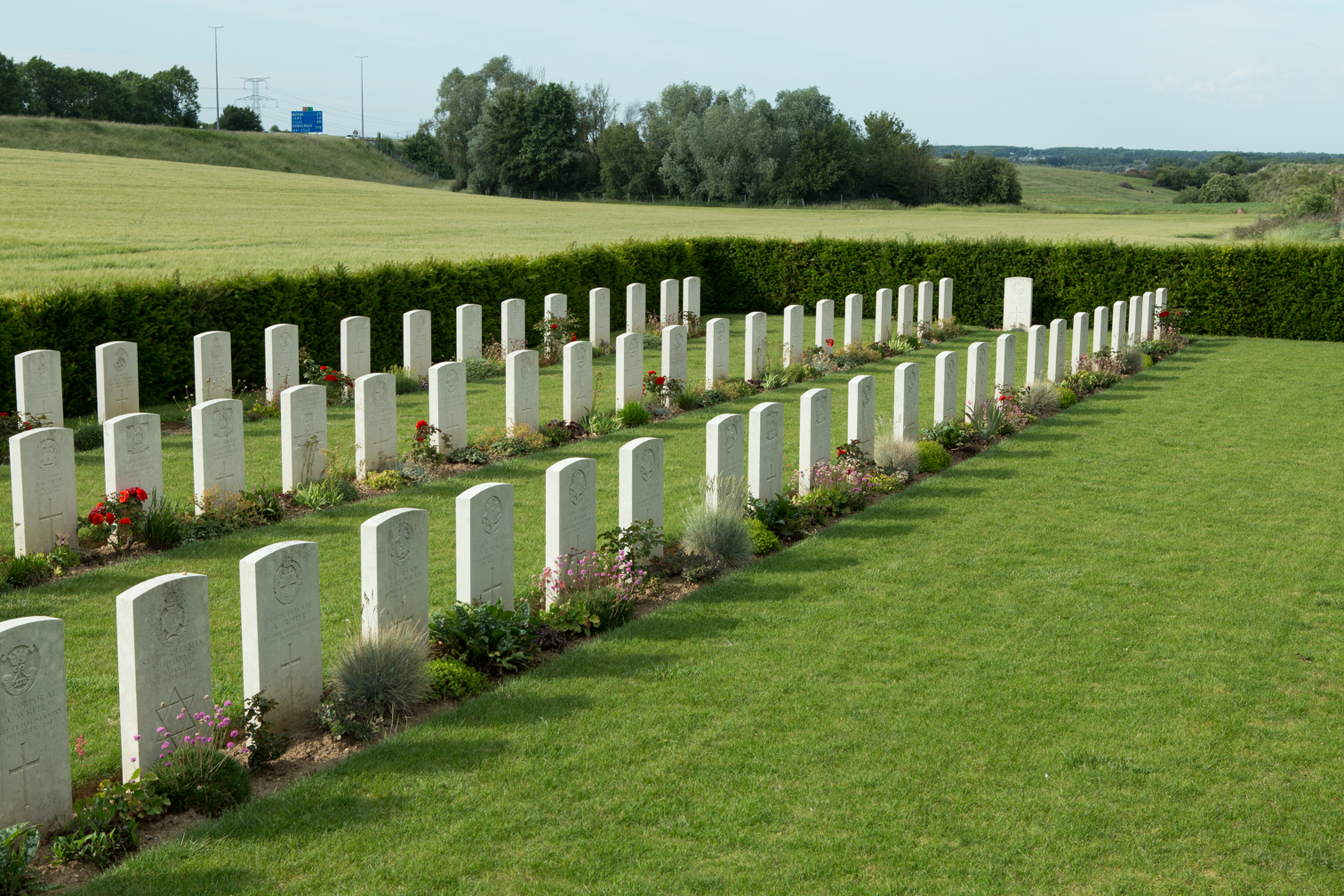
Happy Valley British Cemetery
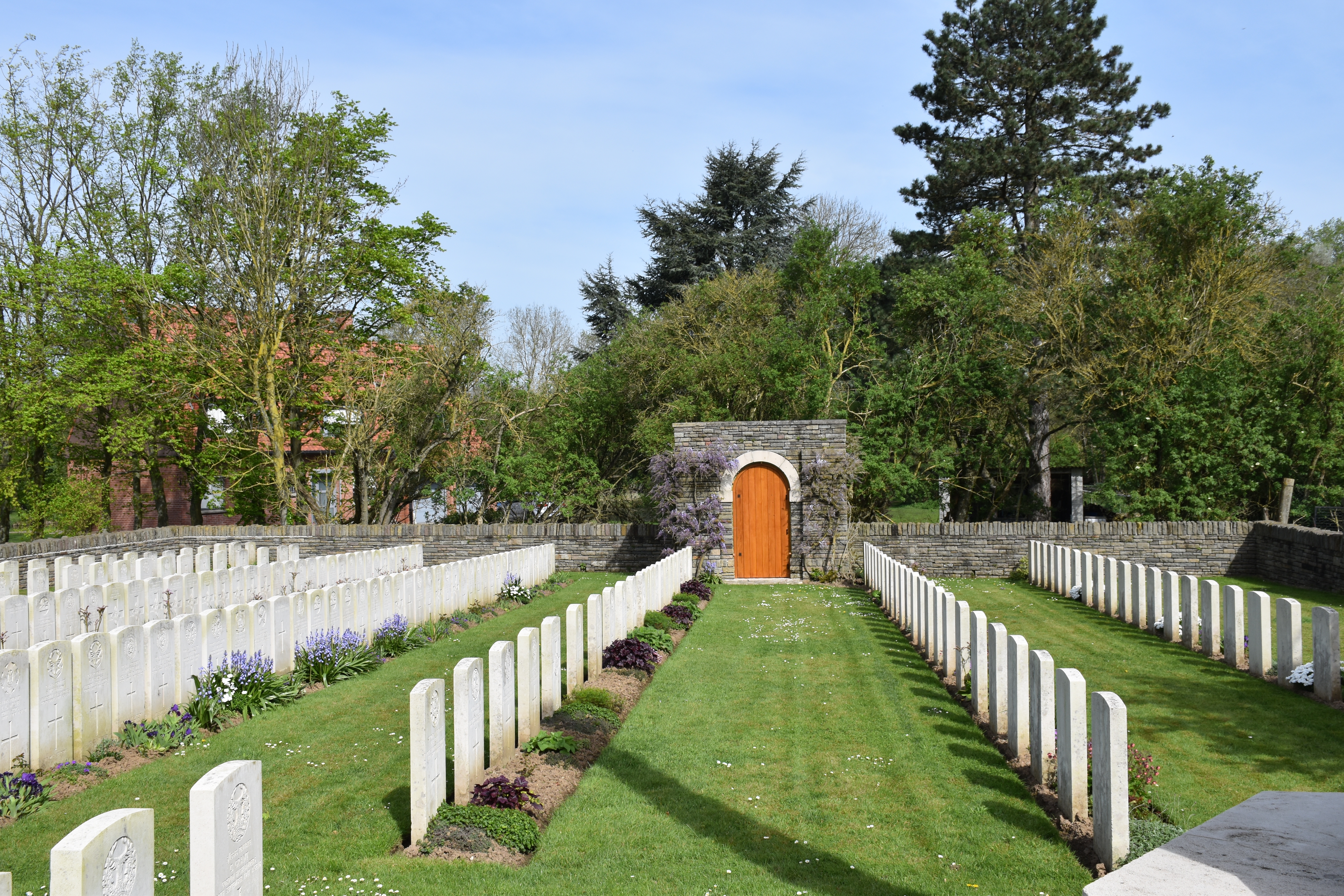
Level Crossing British Cemetery
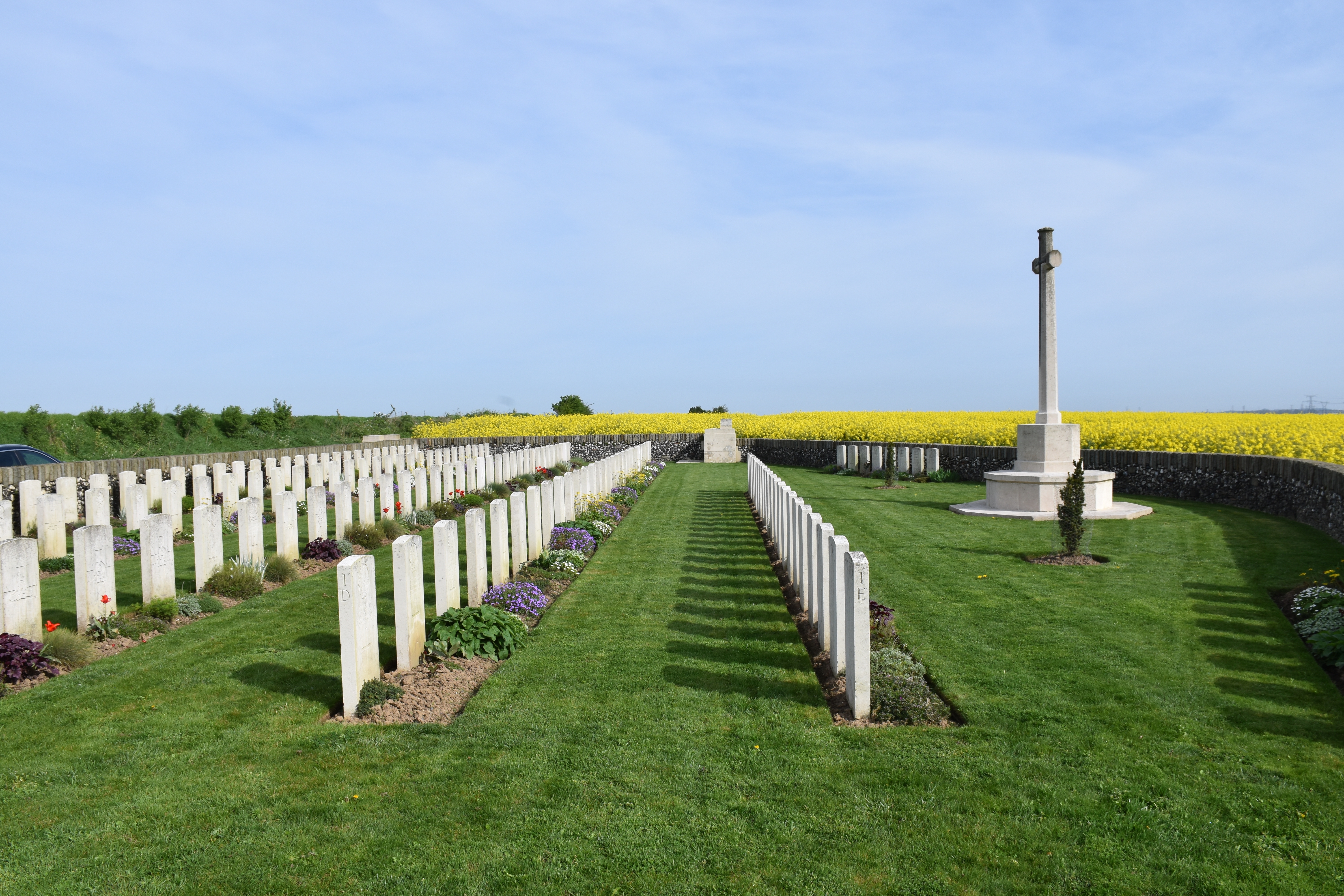
Sunken Road British Cemetery